# Ditrichum cylindricarpum
Ditrichum cylindricarpum là một loài rêu trong họ Ditrichaceae. Loài này được Müll. Hal. F. Muell. mô tả khoa học đầu tiên năm 1881.